# Te amaré hasta la muerte
Te amaré hasta la muerte (título original: Jab Tak Hai Jaan, en hindi: जब तक है जान, en español: Tanto como viva) es una película de drama romántico indio dirigida por Yash Chopra en 2012; escrita y producida por Aditya Chopra bajo su productora, Yash Raj Films. Protagonizada por Shah Rukh Khan como Samar Anand, un experto en desactivación de bombas cuyo diario cae en manos de una cineasta interpretada por Anushka Sharma. El diario relata su tiempo como un inmigrante en dificultades en Londres, y más tarde detalla su romance con Meera Thapar, interpretada por Katrina Kaif.
Te amaré hasta la muerte marcó la segunda colaboración entre Khan y Sharma, previamente trabajaron en la película Rab Ne Bana Di Jodi (2008) y la primera entre Khan y Kaif. Yash Chopra regresó a la dirección después de ocho años desde Veer-Zaara. Este filme fue la cuarta cinta protagonizada por Shahrukh Khan de Yash Chopra. Este fue su último largometraje antes de su fallecimiento en octubre de 2012. La música y la banda sonora fue compuesta por A. R. Rahman, con letras de Gulzar. La película se estrenó durante el fin de semana del Diwali de seis días el 13 de noviembre de 2012. Te amaré hasta la muerte se convirtió en la tercera película más taquillera de Bollywood en ese momento, detrás de 3 Idiots (2009) y Mi nombre es Khan (2010).
La película recibió críticas positivas por parte de los críticos en la India y en el extranjero. La cinta fue aclamada por su dirección, fotografía y la química entre sus actores principales. Khan y Sharma fueron elogiados por sus actuaciones, aunque la trama predecible del filme atrajo críticas. Al final de su tiempo en cartelera, Te amaré hasta la muerte recibió varios premios, entre ellos cuatro Premios Filmfare, que incluyeron mejor actriz de reparto (Anushka Sharma) y mejor letrista para Gulzar.

## Argumento
Samar Anand (Shahrukh Khan), un mayor en el ejército indio, desactiva una bomba sin temor ni consideración por su seguridad. Akira Rai (Anushka Sharma), una cineasta de Discovery Channel, luego se sumerge en un río en Ladakh y es rescatado por él. Samar le da su chaqueta y se va antes de recuperarla. Akira encuentra su diario en el bolsillo de la chaqueta y comienza a leer.
El diario relata los años anteriores de Samar como un inmigrante con dificultades en Londres, trabajando como un músico callejero que realiza otros trabajos de baja categoría para mantenerse a sí mismo y a su compañero de habitación Zain (Sharib Hashmi). Samar trabaja a tiempo parcial como camarero cuando conoce a Meera (Katrina Kaif) en su fiesta de compromiso con su prometido Roger. Meera creció sin madre, en una familia india cristiana; su madre (Neetu Singh) se fue con otro hombre (Rishi Kapoor) cuando ella tenía doce años. La persona dominante en su vida es su padre (Anupam Kher), para cuya compañía trabaja. Samar se da cuenta de que Meera reza a menudo cuando la ve en la iglesia. Samar y Meera comienzan a enamorarse después de una noche de bailes callejeros. Para enfrentar su pasado, Samar lleva a Meera a visitar a su madre separada y se reconcilian. Algunos días después, Meera decide confesar a su padre sobre su relación con Samar y romper su compromiso, Samar tiene un grave accidente en su motocicleta. Meera ora a Dios para que salve su vida, prometiéndole no volver a verlo nunca más. Samar se recupera y Meera le admite su promesa. Enojado, la deja a ella y se va de Londres. Samar desafía a Dios a mantenerlo vivo mientras arriesga su vida todos los días porque cree que su muerte es la única manera de hacer que Meera pierda su fe en Dios. Va a la India y se enrola en el ejército, convirtiéndose en un experto en desactivación de explosivos.
Cuando Akira termina de leer el diario, obtiene permiso para hacer un documental sobre un escuadrón de desactivación de bombas. Ella le pide ayuda a Samar para hacer su película y se familiariza con él y su equipo. Akira se enamora de Samar; sin embargo, no le corresponde debido a su amor no resuelto por Meera. Akira hace una película exitosa y se va a Londres. Quiere que Samar visite la ciudad para ayudarla a publicar la película; después de que acepta a regañadientes venir a Londres, es atropellado por un autobús.
A Samar se le diagnostica amnesia retrógrada y solo recuerda los acontecimientos antes de su primer accidente hace una década. Preocupada, Akira rastrea a Meera y la convence para que la ayude en la recuperación de Samar. Meera está de acuerdo, fingiendo ser la esposa de Samar. Mientras tanto, Akira se da cuenta de que el Mayor Samar es solo un fragmento del joven Samar; solía ser feliz y sociable, pero ahora está amargado y solo. Un día, Samar encuentra una bomba colocada en el metro de Londres y ayuda a desactivarla. El evento sacude su memoria, y se da cuenta de que Meera le estaba mintiendo. Samar se enfrenta a Meera con una opción: estar con él, o verlo seguir arriesgando su vida hasta que esté muerto. Luego se va a Cachemira, donde continúa desactivando bombas. Durante una conversación con Akira, Meera se da cuenta de que sus creencias y oraciones sometieron a Samar a un destino peor que la muerte. Al darse cuenta de su error, ella va a Cachemira y se reúnen. Samar desactiva su última bomba y luego se le declara.

## Reparto
- Shah Rukh Khan como mayor Samar Anand, un soldado del Escuadrón de Desactivación de Bombas.
- Katrina Kaif como Meera Thapar, una empresaria que se enamora de Samar.
- Anushka Sharma como Akira Rai, una documentalista de Discovery Channel.
- Sarika como Dr. Zoya Ali Khan, el doctor que ayuda a Samar a recuperarse.
- Andrew Bicknell como Frank, jefe de Samar.
- Sharib Hashmi como Zain, mejor amigo de Samar y propietario de Samar Kitchen.
- Jahidul Islam Shuvo como amigo del mayor.
- Jasmine Jardot como Maria, esposa de Zain.
- Gireesh Sahedev como capitán Jagdeep Deewan.
- Amarinder Sodhi como capitán Kamal Singh.
- Varun Thakur como teniente Hari Krishnan.
- Jay Conroy como Roger.
- Anupam Kher como Mr Thapar, padre de Meera (aparición especial).
- Rishi Kapoor como Imraan, padrastro de Meera (aparición especial).
- Neetu Singh como Pooja, madre de Meera (aparición especial).

## Taquilla

El mapa de distribución codificado por colores de la película.

Te amaré hasta la muerte recaudó 2.11 mil millones en todo el mundo.